# 프랑크 더블레이케러
프랑크 더블레이케러(Frank De Bleeckere, 1966년 7월 1일 ~ )는 벨기에의 축구 심판이다.
그는 1984년에 축구 심판으로 활동하기 시작했으며, 1998년에 국제 축구 연맹으로부터 국제 심판 자격을 취득하였다. 이후 2001년 3월 24일에 열린 키프로스와 아일랜드의 2002년 FIFA 월드컵 유럽 지역 예선 경기에서 처음으로 국제 심판으로 활동하였다.
그는 2006년 FIFA 월드컵에서 아르헨티나와 코트디부아르, 크로아티아와 일본의 조별 예선 두 경기, 잉글랜드와 에콰도르의 16강전 경기, 이탈리아와 우크라이나의 8강전 경기의 주심을 맡았으며, UEFA 유로 2008에서 크로아티아와 독일, 스웨덴과 러시아의 조별 예선 두 경기, 러시아와 스페인의 준결승전 경기의 주심을 맡았다.

## 주요 경력
- 2003년 FIFA 세계 청소년 축구 선수권 대회:
  - 주심: 파나마와 아랍에미리트, 아르헨티나와 말리의 조별 예선 두 경기, 아일랜드와 콜롬비아의 16강전 경기, 스페인과 콜롬비아의 준결승전 경기
  - 대기심: 아랍에미리트와 슬로바키아의 개막전 경기, 일본과 잉글랜드, 콜롬비아와 이집트의 조별 예선 두 경기, 콜롬비아와 아르헨티나의 3, 4위전 경기
- UEFA 유로 2004: 덴마크와 이탈리아, 러시아와 포르투갈, 러시아와 그리스의 조별 예선 세 경기의 대기심
- 2005년 FIFA U-17 세계 축구 선수권 대회: 페루와 가나, 코트디부아르와 조선민주주의인민공화국, 카타르와 브라질의 조별 예선 세 경기, 터키와 브라질의 준결승전 경기, 멕시코와 브라질의 결승전 경기
- 2006년 FIFA 월드컵: 아르헨티나와 코트디부아르, 크로아티아와 일본의 조별 예선 두 경기, 잉글랜드와 에콰도르의 16강전 경기, 이탈리아와 우크라이나의 8강전 경기
- UEFA 유로 2008: 크로아티아와 독일, 스웨덴과 러시아의 조별 예선 두 경기, 러시아와 스페인의 준결승전 경기
- 2009년 FIFA U-20 월드컵: 이집트와 트리니다드 토바고의 개막전 경기, 나이지리아와 스페인, 오스트레일리아와 브라질의 조별 예선 두 경기, 가나와 브라질의 결승전 경기
- 2010년 FIFA 월드컵: 아르헨티나와 대한민국, 미국과 알제리의 조별 예선 두 경기, 파라과이와 일본의 16강전 경기